# Гиносар
Гиносар (ивр. גינוסר‎) — кибуц в Израиле.
Находится на северо-востоке страны, на западном берегу Тивериадского озера. Расположен к северу от Тверии.

## История
Гиносар был построен за одну ночь, 25 февраля 1937 года, по методу Стена и башня. В нём на 2010 год проживает около 480 жителей.
Название дано по долине Гиносар, в которой он находится, и восходит к упоминаемому в Новом Завете и у Иосифа Флавия городу Генисарет, библейскому Кинерету (в синодальном переводе — Хиннереф, Нав. 19:35).
Расстояние (по прямой):
- До Иерусалима — 121 км
- До Тель-Авива — 108 км
- До Хайфы — 47 км

## Население
По данным Центрального статистического бюро Израиля, население на начало 2020 года составляло 585 человек.